# Stygomomonia moodyi
Stygomomonia moodyi är en kvalsterart som beskrevs av Mitchell 1959. Stygomomonia moodyi ingår i släktet Stygomomonia och familjen Momoniidae. Inga underarter finns listade i Catalogue of Life.